# ألفريدو فالاداريس
ألفريدو فالاداريس هو مجدف كوبي، ولد في 15 سبتمبر 1958.

## وصلات خارجية
- ألفريدو فالاداريس على موقع الاتحاد الدولي للتجديف (الإنجليزية)
- ألفريدو فالاداريس على موقع أوليمبيديا (الإنجليزية)